# Dysstroma aurantiaca
Dysstroma aurantiaca là một loài bướm đêm trong họ Geometridae.